# Karl Kleist

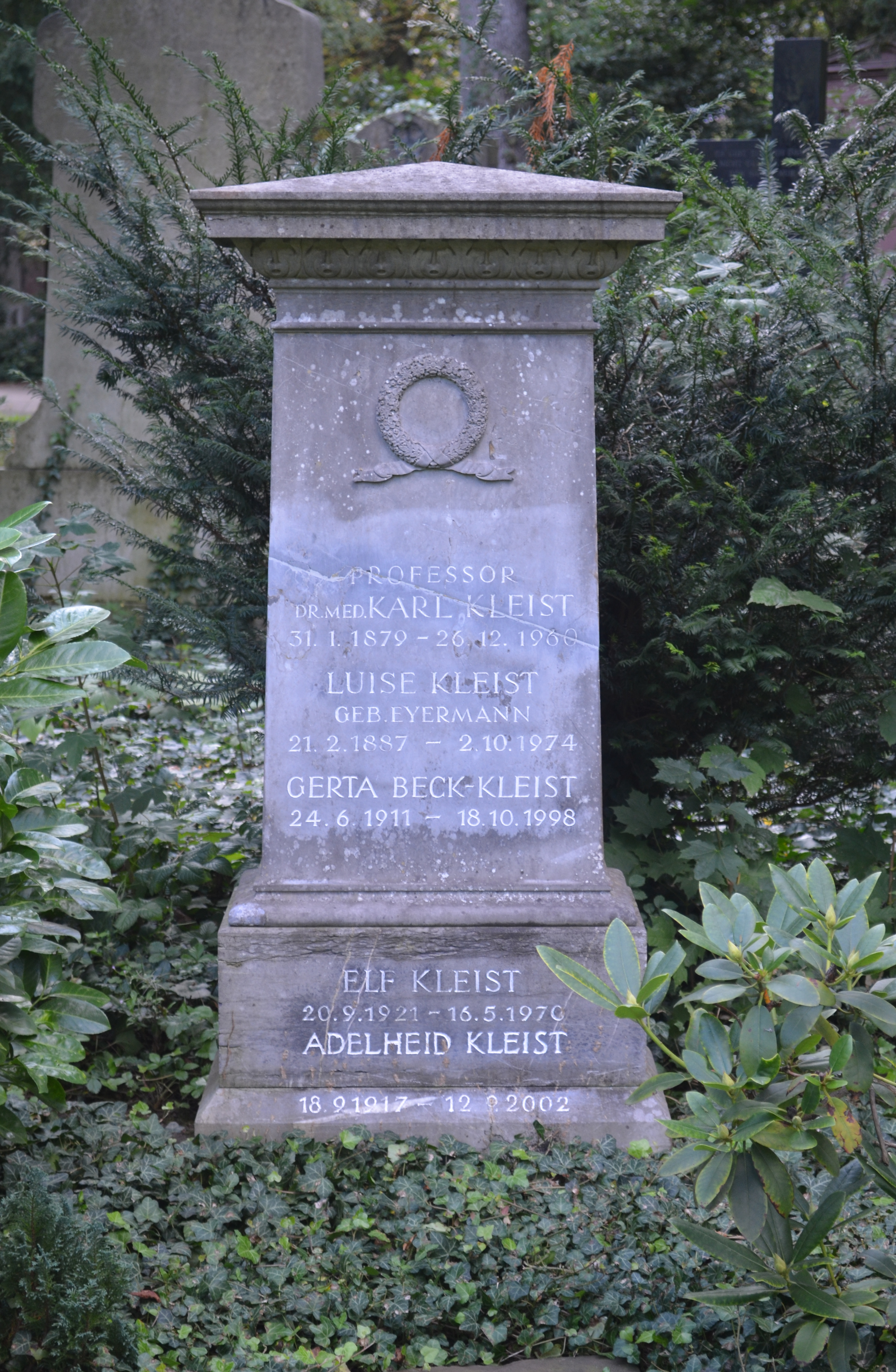
Sepultura de Karl Kleist en Frankfurt

Karl Kleist (Mulhouse, Alsacia, 31 de enero de 1879 - Frankfurt, 26 de diciembre de 1960) fue un neurólogo y psiquiatra alemán.
Realizó avances en la psicopatología descriptiva y la neuropsicología. Acuñó los términos unipolar ('einpolig') y bipolar ('zweipolig') que se utilizan actualmente en los conceptos de depresión unipolar y trastorno bipolar.  Estudió la localización de funciones en la corteza cerebral. Su trabajo se basa en varios cientos de casos de pacientes heridos de bala durante la Primera Guerra Mundial, cuyos déficits funcionales describió en detalle. Posteriormente, mediante la autopsia cerebral pudo localizar la función cerebral en cada caso individual, haciéndolo también sobre bases citoarquitectónicas. Fue alumno de Carl Wernicke. Entre sus estudiantes destacan Edda Neele y Karl Leonhard, que desarrollaron la clasificación Kleist-Leonhard de las psicosis.
Fue catedrático de Neurología y Psiquiatría y director de la Clínica Neuropsiquiátrica Universitaria de la Universidad Goethe de Frankfurt. Supervisó la construcción de la nueva Clínica Neuropsiquiátrica, que se inauguró en 1931. Fue Director del Instituto de Investigación en Patología Cerebral y Psicopatología (1950-1960).

## Carrera
Estudió medicina en las Universidades de Estrasburgo, Heidelberg, Berlín y Múnich, graduándose en 1902. Trabajó como asistente en la Clínica Neuropsiquiátrica de la Universidad de Halle (1905 y 1908) con Theodor Ziehen, Carl Wernicke y Gabriel Anton .
Trabajó en el Instituto Neurológico Ludwig Edinger en Frankfurt (1908 - 1909), y en el laboratorio de Alois Alzheimer en Múnich. En 1909 publicó su monografía sobre los trastornos psicomotores del movimiento en pacientes psiquiátricos.
Fue médico de la Clínica Psiquiátrica de la Universidad de Erlangen (dirigida por Specht) entre 1909 y 1914. Entre 1914 y 1916 sirvió como médico militar en el Servicio Médico del Ejército. Fue profesor de psiquiatría en la Universidad de Rostock (1916 - 1920). De 1920 a 1950 fue profesor de Neurología y Psiquiatría en la Universidad Goethe de Frankfurt y director de la Clínica Neuropsiquiátrica Universitaria. También sirvió como psiquiatra militar en el distrito militar IX de Frankfurt durante la Segunda Guerra Mundial.
Como director de la Clínica Neuropsiquiátrica de la Universidad de Frankfurt supervisó la construcción de la nueva Clínica Neuropsiquiátrica Universitaria, construida entre 1929 y 1931 por los arquitectos Ernst May y Martin Elsaesser . Después de retirarse de este puesto en 1950, fue Director del Instituto de Investigación de Patología Cerebral y Psicopatología entre 1950 y 1960, y continuó activo en la investigación hasta su muerte. 
Fue un pionero de la neuropsiquiatría y neuropsicología, incluyendo la descripción de las apraxias frontales, constructivas, cinéticas de las extremidades (inervatorias) y psicomotoras, la acinesia frontal y la aspontaneidad, así como la ceguera a los objetos y a las formas".  Su Escuela de Frankfurt ha sido descrita como la última escuela de "neuropsiquiatría completamente unificada", y muchos de sus estudiante fueron investigadores destacados.
Durante la era nacionalsocialista fue "uno de los pocos médicos alemanes que continuó tratando a pacientes judíos, empleando colegas judíos y expresando críticas evidentes a las políticas de 'eugenesia' y 'eutanasia'".  Varios miembros del personal de su Clínica Neuropsiquiátrica eran críticos del nacionalsocialismo, en particular sus estudiantes Neele y Leonhard, y evitaban utilizar diagnósticos, como la esquizofrenia, que pondrían en peligro a los pacientes bajo el programa de eutanasia.  Como director de la Clínica Neuropsiquiátrica de la Universidad de Frankfurt, sus funciones incluían la inspección de los manicomios de Hesse-Nassau y Rheingau. Después de que los nacionalsocialistas llegaron al poder, se le impidió ejercer estas funciones durante cuatro años, hasta que se le permitió realizar una inspección en 1938. Estaba horrorizado por las condiciones de los pacientes, incluyendo la proporción médico-paciente de 1:446, la mala comida, las condiciones antihigiénicas, la falta de actividad terapéutica y el lenguaje brutal de los nacionalsocialistas ahora a cargo de las instituciones, y expresó sus objeciones "sin miedo".  Sus objeciones no fueron bien recibidas y se le prohibió visitar cualquier asilo. 

## Investigación
Kleist estudió tanto patología cerebral como neurología clínica y psiquiatría. Rechazó la división de Kraepelin de las psicosis funcionales en demencia precoz (más tarde rebautizada como esquizofrenia) y locura maníaco-depresiva, e intentó aislar un gran número de entidades patológicas que creía que se debían a lesiones cerebrales focales. Tuvo numerosos colaboradores, entre los que destaca Karl Leonhard por sus estudios genéticos sobre grupos de pacientes clasificados por Kleist. Esta línea de trabajo fue continuada por Helmut Beckmann, cofundador de la Sociedad Internacional Wernicke-Kleist-Leonhard.

## Vida personal
Era hijo del funcionario ferroviario de Mulhouse Heinrich Kleist (1833-1917) y de Emilie née Spiess (1845-1933), que era hija del pastor de Tréveris Rudolf Spiess. En 1910 se casó con Luise Eyermann (1887-1974), hija funcionario ferroviario Wilhelm Eyermann. Tuvieron cuatro hijas.

## Honores
- Miembro de la Academia de Ciencias Leopoldina
- Senador honorario de la Universidad de Rostock (1949)
- Placa de la ciudad de Frankfurt con el retrato de Goethe (1954)
- Doctor honoris causa por la Universidad de Friburgo (1959)
- Senador honorario de la Universidad de Frankfurt (1959)
- Placa honorífica de la ciudad de Frankfurt (1959)

## Publicaciones
1. K. Kleist, Die klinische Stellung der Motilitätspsychosen (Vortrag auf der Versammlung des Vereins bayerischer Psychiater, Múnich, 6.-7-6-1911). Z. Neurol. global. Psiquiatra. Referate 3 (1911), págs. 914–977.
2. K. Kleist, Über zykloide Degeneraciones psicosen, besonders Verwirrtheits- und Motilitätspsychosen. Arco. Psiquiatría 78 (1926), págs. 100–115.
3. K. Kleist, Über zykloide, paranoide und epileptoide Psychosen und über die Frage der Degenerationspsychosen. Suiza. Arco. Neurol. Psiquiatra. 23 (1928), págs. 3–37.